# Tropico 4
Tropico 4 est un jeu de gestion développé par Haemimont Games et édité/publié par Kalypso Media. Le concept du jeu est de gérer une république bananière installée sur une île des Caraïbes pendant la Guerre froide, en incarnant soit un avatar d'une figure emblématique de l'époque (Fidel Castro, Augusto Pinochet, Che Guevara…), soit en créant son propre dictateur. Le jeu est sorti sur PC et Xbox 360 en septembre 2011.

## Histoire
Bien que Tropico soit un archipel absolument fictif, il est empreint de plusieurs caractéristiques en faisant un régime plausible et sous certains aspects proche de la réalité de certaines îles des Caraïbes :
- Tropico est une république bananière, typique d'un État insulaire sous les tropiques, avec son lot de corruption et d'autoritarisme ;
- les revenus sont essentiellement tirés du secteur primaire (exploitation de ressources naturelles) éventuellement associées à un secteur secondaire (industries de transformation) basiques, et au tourisme ;
- les profits sont générés par la vente de ces éléments sous une forte demande, entraînant des marges suffisamment élevées pour que la recherche de profit ne passe pas par une élévation technologique. La demande est générée par la rareté des ressources et le mode de vente (exportation) rendant l'approvisionnement chaotique, propice à une élévation supplémentaire des prix ;
- Tropico est au centre des tensions internationales en pleine Guerre Froide, opposant les 2 blocs classiques (menés par les super-puissances États-Unis et URSS), mais aussi dans une moindre mesure (nouveauté de Tropico 4) la Chine, l'Europe et le Moyen-Orient ;
- le jeu politique consistant à utiliser un bloc pour faire pression sur l'autre rappelle la crise des missiles de 1962. La non-satisfaction d'un bloc entraîne son invasion de l'île. Évidemment, une alliance avec une des deux superpuissances qui se concrétise par la construction d'une base militaire sur l'île protège de l'invasion ennemie.

## Univers
Tropico 4 renoue avec l'univers du 3e opus.
Le joueur étant invité à incarner ou à créer un dictateur de République bananière. Il est accompagné de tout ce qui caractérise un gouvernement autoritaire parfaitement assumé, notamment un contrôle absolu sur les médias. Juanito, l'animateur radio du 3e opus présumé mort, est remplacé par votre dévoué conseiller-admirateur Penultimo avec Sunny Flowers, une écologiste, aux manettes de la radio insulaire TNT (Tropico News Today), où le mot d'ordre est l'humour.
Le cynisme et l'humour noir sont la marque de fabrique de la série, avec en conséquence une classification "Mature" par l'ESRB. Le premier opus disposait aussi du logo "Langage grossier" qui a depuis disparu (mais que vous retrouverez si vous commandez Tropico Reloaded, contenant Tropico 1, 2 et 3).
TNT inspire à l'humour en présentant de courts conflits d’intérêts sur un ton décalé, ainsi que des réactions sur vos décisions politiques toujours abordées avec humour (précisons que Penultimo vous défendra toujours, arguments désespérés à l'appui).
Sunny Flowers, activiste en faveur de l'écologie, propose un contrepoids (léger) aux paroles de Penultimo. Elle émet parfois quelques doutes sur le bien-fondé d'une situation ou de certaines actions, ce à quoi Penultimo s'empresse de répondre en justifiant l'ensemble de manière désastreuse mais engagée.
Tropico 4 renforce cette critique du pouvoir absolu par l'humour en illustrant les écrans de chargement de citations d'hommes célèbres (majoritairement des politiciens) sur la politique ainsi que des dictateurs passés.

## Modes de jeu

### Campagne
La campagne de Tropico 4 prend la suite des évènements de Tropico 3: Absolute Power.[réf. souhaitée]
Elle comprend 20 missions qui se distinguent en 3 phases :
- Montée au pouvoir : El Presidente arrive sur sa nouvelle île, où il commence son projet de construction d'une nation idéale pour son peuple. Pour ce faire, il organise l'économie, la fondant principalement sur l'agriculture (culture du tabac, du sucre et du café), puis sur l'industrie en lien avec ces cultures (usines de cigares, distillerie de rhum…). Cependant, il est évincé du pouvoir quand il fut condamné par les Nations unies d'avoir fait assassiner le président des États-Unis d'Amérique (parodie de l'assassinat du président Kennedy). Il est donc forcé de fuir son pays, et d'aller s'installer dans d'autres îles de l'archipel.
- La Revanche : Forcé de prendre une nouvelle identité et de fuir sa république, El Presidente entame son plan de vengeance en établissant une base à Isla Oscura. À partir de cette dernière, il cible plusieurs conspirateurs, dont Keith Preston, le Président de Fruitas (parodie de la United Fruit Company), le révolutionnaire Marco Moreno (une autre parodie, de Che Guevara cette fois-ci), l'Inspecteur Brunhilde Von Hoof de l'ONU et le Generalissimo Santana (votre parrain au début du jeu !). Après les avoir éliminés, il apprend la vérité et décide de retourner sur son île.
- Le Retour d'El Presidente : Après être revenu, il retrouve son île encore plus pauvre qu'avant sa prise du pouvoir initiale, et se doit de la reconstruire. Cependant, la Perestroika affaiblit l'URSS et Tropico offre son assistance en échange de la vérité concernant l'assassinat. El Presidente découvre alors le responsable, le sénateur US Nick Richards (parodie de Richard Nixon). Après son assassinat, El Presidente met la touche finale à son île.

### Missions
Le jeu propose 20 missions, avec des objectifs particuliers divers, comme avoir un certain nombre d'argent, la popularité, la satisfaction globale, la construction d'un ou de plusieurs bâtiments particuliers, etc.

## Jouabilité

### Objectif
Durant le mode campagne, le mandat du Presidente est défini par plusieurs objectifs et missions à atteindre.
En mode jeu libre, le but est principalement de survivre, la période définie varie, de 10 à 50 ans, le jeu commençant toujours en 1950. Le résultat est sous une forme de scoring, basé sur la bonne tenue de l'île ainsi que sur le compte en banque suisse du Presidente, qui peut être enrichit avec des manœuvres boursières et les recettes du mausolée.
La partie s'achève à la fin de la durée définie ou quand tous les objectifs de la campagne sont accomplis. Que ce soit dans le mode campagne ou jeu libre, il existe plusieurs moyens de perdre la partie :
- Élections perdues : des élections sont organisées dans l'île tous les 5 ans, où le Presidente remet son mandat en jeu face à un candidat, il prononce un discours en faisant des promesses. Il est néanmoins possible de truquer le scrutin avec le bourrage d'urne voire avec la loi martiale de ne pas tenir d'élections. Cependant, avec la difficulté « Élections libres », l'ONU veille sur l'île et régule le processus électoral, qui ne peut alors ni être annulé, ni être truqué.
- Invasion de Tropico par l'URSS ou les USA si la diplomatie est décevante.
- Attaque rebelle : les rebelles augmentent avec l'irrespect. Ils attaquent des bâtiments divers ainsi que le mausolée (qui peut être piégé afin qu'ils « reposent en pièces »). Une attaque est déjouée si l'armée et le Presidente les surpassent en nombre et compétence. Une attaqué victorieuse détruit le bâtiment visé, qui peut éventuellement être le palais.
- Putsch militaire : si les militaires sont insatisfaits, il y a risque de putsch, seulement contrebalancé par les militaires faisant partie de la faction loyaliste.
- Émeute : si toute l'île se rebelle, c'est alors un affrontement entre les loyalistes et les opposants aux Presidente, qui détruisent le palais en cas de victoire.

### Les Îles
Le jeu contient 10 cartes préconstruites mais comporte aussi une option permettant de générer aléatoirement une carte. Les paramètres de génération de l'île incluent entre autres sa taille, ses dépôts de minerai et son élévation.

### Avatars
Après avoir choisi une île, vous devez sélectionner le personnage que vous allez incarner parmi une liste d'avatars ou bien créer le vôtre.
Chaque avatar dispose de ses propres traits de caractère et de personnalité influençant le déroulement de la partie : choisir un avatar adapté à la mission ou complètement contre-indiqué peut soit vous faciliter la tâche soit pimenter le challenge.
En créant votre avatar, vous pourrez choisir ses caractéristiques qui se décomposent en ces catégories :
- Sexe
- Habits
- Tête
- Chapeau
- Coupe de cheveux
- Accessoires
- Moustache
- Barbe
- Accès au pouvoir
- Origines et milieux sociaux
- Traits de caractère

Les traits de caractère de votre personnage s'améliorent au fil des missions, amplifiant leurs effets.

### Factions
Il y a en tout 8 factions sur Tropico avec lesquelles le joueur devra garder de bonnes relations sous peine que ces dernières lui mettent des bâtons dans les roues:
- Les Capitalistes, représentés par Antonio Lopez, sont le cœur entreprenant de l'île, pro-américain et sauvagement opposés aux communistes, ils encouragent souvent le joueur a s'ouvrir au monde et à de nouveaux marchés. Avoir de bonnes relations avec eux vous donne un bonus dans les relations avec les États-Unis, de mauvaises relations vous donne un malus.
- Les Communistes, représentés par le Camarade Vasquez, se préoccupent, quant à eux, plus des conditions de vie des habitants, ils sont pro-soviétiques et donc opposés aux capitalistes. Avoir de bonnes relations avec eux vous donne un bonus dans les relations avec l'URSS, de mauvaises relations vous donne un malus.
- Les Intellectuels, représentés par Mademoiselle Ananas, sont plutôt progressistes et incitent le joueur à construire des lieux d'enseignements, mais également à favoriser les libertés intellectuelles, et notamment la libre expression. De bonnes relations avec eux vous offrira une université gratuite.
- Les Religieux, représentés par le Père Esteban, sont plus conservateurs, ils incitent le joueur à construire des lieux de culte. De bonnes relations avec eux résultera en la construction du Christ sauveur, similaire au Christ Rédempteur de Rio de Janeiro
- Les Militaristes, représentés par le Général Rodriguez, s'occupent de la défense de Tropico, ils informent le joueur sur la situation de l'armée et l'invite à recruter des soldats et des généraux ou à construire plus d'infrastructures pour les accueillir. De bonnes relations avec eux améliorera le moral des soldats et réduira le nombre d'attaques des rebelles.
- Les Écologistes, représentés par Sunny Flowers, s'attachent à préserver la beauté de Tropico et s'opposent à toute forme d'industrie, incluant l'exploitation forestière et minière. De bonnes relations avec eux vous apporteront plus de migrants et de touristes.
- Les Nationalistes, représentés par El Diablo, font tout pour protéger Tropico des chômeurs et des migrants, parce qu'ils[4] volent le travail des vrais Tropiquiens, et souhaitent que Tropico puisse se débrouiller sans l'aide des États-Unis et de l'URSS. De mauvaises relations avec eux risque de provoquer un coup d'état.
- Les Loyalistes, représentés par Penultimo, est la faction la plus loyale au Presidente, ils demandent le plus souvent de construire des bâtiments et des monuments à la gloire de leur idole ainsi que de bannir toute forme de démocratie afin d'appuyer leur autorité.Ils ne se révolteront jamais.

### Relations étrangères
Le joueur doit également essayer de jongler avec diplomatie envers les autres pays, chacun représenté sous la forme d'un ambassadeur. Les relations se basent sur les décisions, la réussite de certaines missions ainsi que les rapports avec les factions (communistes pour l'URSS, capitalistes pour les USA). Même si en fait, les relations peuvent se diviser en deux avec les superpuissances de la guerre froide et les autres groupes géopolitiques :
- États-Unis /  Union soviétique : un bonne coopération permet ainsi de meilleurs échanges, des dons financiers plus importants, et même l'autorisation d'installer une base militaire qui protégerait Tropico d'une invasion de l'autre bloc. Néanmoins, en cas de brouille, les dons sont réduits, un embargo est imposé et des canonnières patrouillent autour de l'île. Si cette situation se prolonge, l'invasion est déclenchée et provoque la fin du Presidente.
- Europe /  Chine / Proche-Orient : Ces partenaires sont secondaires mais il y a des bénéfices à tirer de bonnes relations (une aide humanitaire haute pour l'Europe, des prix de conserves élevés pour la Chine, un prix de pétrole relevé pour le Proche-Orient…)

## Interface

### Vue Principale
Tout comme dans Tropico 3, l'interface est classique : en bas à gauche se trouve la mini-carte, surmontée des icônes permettant d'accéder au personnage d'« El Presidente », aux décrets, a votre carnet personnel.
Dans la partie basse à gauche, les indicateurs classiques sont aussi présents : date, population, taux de satisfaction globale.
Juste à côté se trouvent le contrôle de la vitesse du jeu (Pause + 3 vitesses).
Les objectifs en cours s'empileront dans le coin en bas à gauche de l'écran, montrant l'avancement de la réalisation de l'objectif, et disparaissant à leur réussite.
De même que dans Tropico 3, les évènements importants seront signalés par des messages écrits en blanc au milieu de l'écran. Ces évènements sont notamment :
- Nombre d'immigrants à l'arrivée d'un bateau (+ nombre d'experts étrangers)
- Bilan financier des Importation/Exportation au départ d'un bateau
- Aides financières étrangères
- Nouveaux rebelles
- Attaque de rebelles
- Morts exceptionnelles (famine)
- Citoyen étant devenu criminel
- Nombre de citoyens quittant l'île
- Nombre de touristes arrivés

## Accueil
| Tropico 4             |      |         |
| Média                 | Nat. | Notes   |
| Gamekult              | FR   | 7/10    |
| IGN                   | US   | 8,5/10  |
| Jeuxvideo.com         | FR   | 16/20   |
| Compilations de notes |      |         |
| Metacritic            | US   | 78 %    |
| GameRankings          | US   | 79,17 % |

## Développement
Le jeu a été annoncé à la mi-août par Kalypso Media. Tropico 4 est sorti sur PC et Xbox 360 le 1er septembre 2011. Il constitue la suite indirecte de Tropico 3.

### Démo
Une version démo permet de découvrir le jeu. Elle contient 4 missions du tutoriel et la 1re mission de la campagne. De plus, certains bâtiments ne sont pas disponibles à la construction.

### Sortie
La date de sortie définitive du jeu, prévue pour le 18 octobre 2011, a été annoncée le 6 octobre 2011 par Kalypso Media.

## Extension
L'extension Modern Times prolonge l'action jusqu'à 2000, intégrant une frise chronologique aux événements ayant des effets sur le gameplay (par exemple, la guerre de Corée a pour conséquence une augmentation du prix de toutes les infrastructures militaires…), en plus de nouveaux bâtiments (près d'une soixantaine).